# 3-methyl-5-fenylpentanol
3-methyl-5-fenylpentanol is een synthetische geurstof die op industriële schaal wordt geproduceerd. De stof is ook bekend onder de merknamen phenoxanol (International Flavors and Fragrances), mefrosol (Givaudan, voorheen Quest International) en fenylhexanol (Firmenich). Ze komt voor als een heldere kleurloze tot lichtgele vloeistof en heeft een frisse geur van rozenolie, die langdurig aanwezig blijft na gebruik. 3-methyl-5-fenylpentanol wordt onder meer gebruikt in cosmetica, parfums en deodoranten.

## Synthese
De uitgangsstoffen voor de synthese van 3-methyl-5-fenylpentanol zijn isopreen en benzaldehyde. De oxo-diels-alderreactie tussen beide componenten vormt 2-fenyl-4-methyl-3,6-dihydropyraan (CAS-nummer 60335-71-9), ook bekend als rosyraan. De ringopening door hydrogenolyse in zuur midden van de dihydropyraanring levert racemisch 3-methyl-5-fenylpentanol.
Het commercieel product is een racemisch mengsel van de twee stereo-isomeren, (R)-(+)- en (S)-(-)-3-methyl-5-fenylpentanol. Met asymmetrische synthese is het mogelijk om de R- of S-isomeer afzonderlijk te produceren.

## Structuur en eigenschappen
3-methyl-5-fenylpentanol is een primair alkyl-aryl-alcohol en chemisch verwant aan citronellol. De isobutenylgroep uit citronellol is hier echter vervangen door een fenylgroep. De geurdrempel van 3-methyl-5-fenylpentanol bedraagt ongeveer 0,8 µg/m³, tien keer lager dan die van citronellol.